# Collisionneur (statistiques)
Voir collisionneur, pour l'accélérateur de particules.
En épidémiologie et statistique, une variable est appelé un collisionneur (collider en anglais) quand elle est la conséquence de deux variables ou plus ; ces variables pouvant être elles-mêmes corrélées (Voir Figure 1). Dans les modèles graphiques, le nom de collisionneur reflète le fait que la tête des flèches partant de X et Y pointent vers un nœud - entrent en collision en un point - qui est le collisionneur.

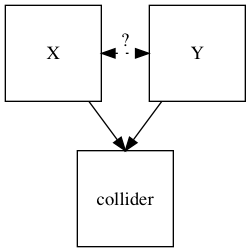
Figure 1: Exemple graphique d'un modèle avec collisionneur

L'existence d'un collisionneur dans un modèle graphique fait que le chemin entre les deux variables qui influencent le collisionneur est bloqué,. Ainsi, la présence du collisionneur ne permet pas de déterminer une association inconditionnelle entre les deux variables.
L'introduction dans le modèle d'informations sur le collisionneur (via un ajustement statistique, une stratification ou une sélection de l'échantillon basés sur les valeurs du collisionneur) ouvre un chemin entre X et Y  et crée une association non causale entre ces deux variables (paradoxe de Berkson).
Les variables de type collisionneur peuvent compromettre les tentatives d'examen d'un lien causal. En effet, contrôler un modèle pour un collisionneur, en croyant (à tort) qu'il s'agit d'une variable de confusion, peut induire involontairement des associations erronées entre les variables d'intérêt.